# Lista di asteroidi (777001-778000)
Di seguito una lista di asteroidi dal numero 777001  al 778000 con data di scoperta e scopritore.

## 777001–777100
| Nome   | Designazione provvisoria | Data di scoperta  | Scopritore                          |
| ------ | ------------------------ | ----------------- | ----------------------------------- |
| 777001 | 2008 KF49                | 30 maggio 2008    | Mount Lemmon Survey                 |
| 777002 | 2008 LY18                | 27 febbraio 2012  | Pan-STARRS                          |
| 777003 | 2008 LA20                | 27 aprile 2012    | Mount Lemmon Survey                 |
| 777004 | 2008 LH20                | 14 febbraio 2012  | Pan-STARRS                          |
| 777005 | 2008 MA2                 | 29 maggio 2008    | Spacewatch                          |
| 777006 | 2008 OX4                 | 28 luglio 2008    | Mount Lemmon Survey                 |
| 777007 | 2008 OC13                | 29 luglio 2008    | Osservatorio astronomico di Maiorca |
| 777008 | 2008 ON27                | 9 aprile 2016     | Pan-STARRS                          |
| 777009 | 2008 OR27                | 19 settembre 2014 | Pan-STARRS                          |
| 777010 | 2008 OV27                | 5 febbraio 2016   | Pan-STARRS                          |
| 777011 | 2008 OZ28                | 13 gennaio 2011   | Mount Lemmon Survey                 |
| 777012 | 2008 OG29                | 4 marzo 2017      | Pan-STARRS                          |
| 777013 | 2008 OQ30                | 29 luglio 2008    | Mount Lemmon Survey                 |
| 777014 | 2008 OZ30                | 9 agosto 2013     | Pan-STARRS                          |
| 777015 | 2008 OM32                | 27 luglio 2008    | R. Holmes                           |
| 777016 | 2008 PX23                | 7 agosto 2008     | Spacewatch                          |
| 777017 | 2008 QP3                 | 24 agosto 2008    | K. Sárneczky                        |
| 777018 | 2008 QG33                | 29 agosto 2008    | LUSS                                |
| 777019 | 2008 QD50                | 24 agosto 2008    | Spacewatch                          |
| 777020 | 2008 RE7                 | 3 settembre 2008  | Spacewatch                          |
| 777021 | 2008 RC8                 | 3 settembre 2008  | Spacewatch                          |
| 777022 | 2008 RU13                | 4 settembre 2008  | Spacewatch                          |
| 777023 | 2008 RE18                | 4 settembre 2008  | Spacewatch                          |
| 777024 | 2008 RR31                | 2 settembre 2008  | Spacewatch                          |
| 777025 | 2008 RR61                | 4 settembre 2008  | Spacewatch                          |
| 777026 | 2008 RW61                | 4 settembre 2008  | Spacewatch                          |
| 777027 | 2008 RE87                | 5 settembre 2008  | Spacewatch                          |
| 777028 | 2008 RH93                | 6 settembre 2008  | Spacewatch                          |
| 777029 | 2008 RG95                | 7 settembre 2008  | Mount Lemmon Survey                 |
| 777030 | 2008 RH113               | 5 settembre 2008  | Spacewatch                          |
| 777031 | 2008 RJ122               | 3 settembre 2008  | Spacewatch                          |
| 777032 | 2008 RU130               | 2 settembre 2008  | Spacewatch                          |
| 777033 | 2008 RU141               | 7 settembre 2008  | Mount Lemmon Survey                 |
| 777034 | 2008 RC148               | 2 settembre 2008  | Spacewatch                          |
| 777035 | 2008 RH152               | 22 gennaio 2015   | Pan-STARRS                          |
| 777036 | 2008 RW156               | 19 settembre 1998 | SDSS                                |
| 777037 | 2008 RY156               | 12 agosto 2013    | Pan-STARRS                          |
| 777038 | 2008 RN158               | 9 settembre 2008  | Mount Lemmon Survey                 |
| 777039 | 2008 RJ159               | 14 settembre 2013 | Spacewatch                          |
| 777040 | 2008 RU162               | 5 settembre 2008  | Spacewatch                          |
| 777041 | 2008 RO166               | 5 aprile 2016     | Pan-STARRS                          |
| 777042 | 2008 RR167               | 6 settembre 2008  | Spacewatch                          |
| 777043 | 2008 RU168               | 4 settembre 2008  | Spacewatch                          |
| 777044 | 2008 RQ169               | 6 settembre 2008  | Spacewatch                          |
| 777045 | 2008 RS172               | 2 settembre 2008  | Spacewatch                          |
| 777046 | 2008 RU172               | 7 settembre 2008  | Mount Lemmon Survey                 |
| 777047 | 2008 RN175               | 5 settembre 2008  | Spacewatch                          |
| 777048 | 2008 RT175               | 5 settembre 2008  | Spacewatch                          |
| 777049 | 2008 RJ177               | 6 settembre 2008  | Mount Lemmon Survey                 |
| 777050 | 2008 RM177               | 6 settembre 2008  | Mount Lemmon Survey                 |
| 777051 | 2008 RB179               | 9 settembre 2008  | Spacewatch                          |
| 777052 | 2008 RC179               | 9 settembre 2008  | Mount Lemmon Survey                 |
| 777053 | 2008 RQ180               | 5 settembre 2008  | Spacewatch                          |
| 777054 | 2008 RD181               | 4 settembre 2008  | Spacewatch                          |
| 777055 | 2008 RL182               | 4 settembre 2008  | Spacewatch                          |
| 777056 | 2008 RM182               | 7 settembre 2008  | Mount Lemmon Survey                 |
| 777057 | 2008 RL184               | 3 settembre 2008  | Spacewatch                          |
| 777058 | 2008 RB185               | 7 settembre 2008  | Mount Lemmon Survey                 |
| 777059 | 2008 RJ185               | 4 settembre 2008  | Spacewatch                          |
| 777060 | 2008 RV185               | 6 settembre 2008  | Mount Lemmon Survey                 |
| 777061 | 2008 RX186               | 7 settembre 2008  | Mount Lemmon Survey                 |
| 777062 | 2008 RH187               | 4 settembre 2008  | Spacewatch                          |
| 777063 | 2008 RP187               | 6 settembre 2008  | Mount Lemmon Survey                 |
| 777064 | 2008 RF189               | 7 settembre 2008  | Mount Lemmon Survey                 |
| 777065 | 2008 SA48                | 5 settembre 2008  | Spacewatch                          |
| 777066 | 2008 SG82                | 24 settembre 2008 | Mount Lemmon Survey                 |
| 777067 | 2008 SR124               | 22 settembre 2008 | Mount Lemmon Survey                 |
| 777068 | 2008 SF128               | 22 settembre 2008 | Spacewatch                          |
| 777069 | 2008 SZ131               | 18 ottobre 2003   | SDSS                                |
| 777070 | 2008 SN133               | 23 settembre 2008 | Spacewatch                          |
| 777071 | 2008 SK135               | 23 settembre 2008 | Mount Lemmon Survey                 |
| 777072 | 2008 ST136               | 23 settembre 2008 | Spacewatch                          |
| 777073 | 2008 SG143               | 24 settembre 2008 | Mount Lemmon Survey                 |
| 777074 | 2008 SK159               | 21 settembre 2008 | CSS                                 |
| 777075 | 2008 SF171               | 5 settembre 2008  | Spacewatch                          |
| 777076 | 2008 SO184               | 24 settembre 2008 | Spacewatch                          |
| 777077 | 2008 SC188               | 9 settembre 2008  | Mount Lemmon Survey                 |
| 777078 | 2008 SW193               | 25 settembre 2008 | Spacewatch                          |
| 777079 | 2008 SR202               | 26 settembre 2008 | Spacewatch                          |
| 777080 | 2008 SC209               | 25 settembre 2008 | Mount Lemmon Survey                 |
| 777081 | 2008 SL221               | 6 settembre 2008  | Spacewatch                          |
| 777082 | 2008 SR221               | 6 settembre 2008  | Spacewatch                          |
| 777083 | 2008 SA228               | 5 settembre 2008  | Spacewatch                          |
| 777084 | 2008 SN228               | 28 settembre 2008 | Mount Lemmon Survey                 |
| 777085 | 2008 SO231               | 28 settembre 2008 | Mount Lemmon Survey                 |
| 777086 | 2008 SU233               | 28 settembre 2008 | Mount Lemmon Survey                 |
| 777087 | 2008 SK234               | 28 settembre 2008 | Mount Lemmon Survey                 |
| 777088 | 2008 ST236               | 29 settembre 2008 | Spacewatch                          |
| 777089 | 2008 SN239               | 29 settembre 2008 | Mount Lemmon Survey                 |
| 777090 | 2008 SP259               | 23 settembre 2008 | Mount Lemmon Survey                 |
| 777091 | 2008 SJ262               | 24 settembre 2008 | Spacewatch                          |
| 777092 | 2008 SR272               | 23 settembre 2008 | Mount Lemmon Survey                 |
| 777093 | 2008 SE279               | 29 settembre 2008 | Spacewatch                          |
| 777094 | 2008 SH286               | 22 settembre 2008 | Mount Lemmon Survey                 |
| 777095 | 2008 SW304               | 25 settembre 2008 | Spacewatch                          |
| 777096 | 2008 SE312               | 23 settembre 2008 | Mount Lemmon Survey                 |
| 777097 | 2008 SR312               | 29 settembre 2008 | Spacewatch                          |
| 777098 | 2008 SY315               | 25 settembre 2008 | Spacewatch                          |
| 777099 | 2008 SH318               | 24 settembre 2008 | Mount Lemmon Survey                 |
| 777100 | 2008 SY318               | 23 settembre 2008 | Spacewatch                          |

## 777101–777200
| Nome   | Designazione provvisoria | Data di scoperta  | Scopritore          |
| ------ | ------------------------ | ----------------- | ------------------- |
| 777101 | 2008 SZ320               | 24 marzo 2014     | Pan-STARRS          |
| 777102 | 2008 SM321               | 15 marzo 2012     | Spacewatch          |
| 777103 | 2008 SD327               | 29 settembre 2008 | Mount Lemmon Survey |
| 777104 | 2008 SK327               | 21 settembre 2008 | Mount Lemmon Survey |
| 777105 | 2008 SC330               | 12 giugno 2018    | Pan-STARRS          |
| 777106 | 2008 SO330               | 6 settembre 2008  | Spacewatch          |
| 777107 | 2008 SL332               | 29 settembre 2008 | Mount Lemmon Survey |
| 777108 | 2008 SL333               | 5 febbraio 2011   | Pan-STARRS          |
| 777109 | 2008 SU333               | 22 marzo 2017     | Spacewatch          |
| 777110 | 2008 SV333               | 19 marzo 2017     | Pan-STARRS          |
| 777111 | 2008 SA337               | 9 gennaio 2016    | Pan-STARRS          |
| 777112 | 2008 SJ337               | 20 aprile 2017    | Pan-STARRS          |
| 777113 | 2008 SS337               | 20 settembre 2008 | Spacewatch          |
| 777114 | 2008 SL342               | 22 settembre 2008 | Mount Lemmon Survey |
| 777115 | 2008 SE343               | 23 settembre 2008 | Spacewatch          |
| 777116 | 2008 SK344               | 29 settembre 2008 | Mount Lemmon Survey |
| 777117 | 2008 SR344               | 23 settembre 2008 | Spacewatch          |
| 777118 | 2008 SD345               | 25 settembre 2008 | Spacewatch          |
| 777119 | 2008 SP347               | 23 settembre 2008 | Spacewatch          |
| 777120 | 2008 SP349               | 28 settembre 2008 | Mount Lemmon Survey |
| 777121 | 2008 SJ350               | 28 settembre 2008 | Mount Lemmon Survey |
| 777122 | 2008 SM350               | 23 settembre 2008 | Mount Lemmon Survey |
| 777123 | 2008 SV357               | 19 settembre 2008 | Spacewatch          |
| 777124 | 2008 SQ359               | 29 settembre 2008 | Mount Lemmon Survey |
| 777125 | 2008 SN363               | 23 settembre 2008 | Mount Lemmon Survey |
| 777126 | 2008 ST363               | 25 settembre 2008 | Spacewatch          |
| 777127 | 2008 SE365               | 29 settembre 2008 | P. A. Wiegert       |
| 777128 | 2008 SF365               | 22 settembre 2008 | Spacewatch          |
| 777129 | 2008 TE11                | 23 settembre 2008 | Mount Lemmon Survey |
| 777130 | 2008 TJ13                | 1 ottobre 2003    | Spacewatch          |
| 777131 | 2008 TH16                | 1 ottobre 2008    | Mount Lemmon Survey |
| 777132 | 2008 TT16                | 1 ottobre 2008    | Spacewatch          |
| 777133 | 2008 TJ34                | 1 ottobre 2008    | Spacewatch          |
| 777134 | 2008 TZ34                | 1 ottobre 2008    | Mount Lemmon Survey |
| 777135 | 2008 TQ45                | 1 ottobre 2008    | Mount Lemmon Survey |
| 777136 | 2008 TZ47                | 24 settembre 2008 | Mount Lemmon Survey |
| 777137 | 2008 TP55                | 2 ottobre 2008    | Spacewatch          |
| 777138 | 2008 TY60                | 2 ottobre 2008    | Spacewatch          |
| 777139 | 2008 TJ67                | 2 ottobre 2008    | Spacewatch          |
| 777140 | 2008 TH76                | 2 ottobre 2008    | Mount Lemmon Survey |
| 777141 | 2008 TS76                | 2 ottobre 2008    | Mount Lemmon Survey |
| 777142 | 2008 TW78                | 2 ottobre 2008    | Mount Lemmon Survey |
| 777143 | 2008 TV81                | 2 ottobre 2008    | Mount Lemmon Survey |
| 777144 | 2008 TU95                | 9 settembre 2008  | Spacewatch          |
| 777145 | 2008 TG117               | 6 ottobre 2008    | Mount Lemmon Survey |
| 777146 | 2008 TM122               | 5 settembre 2008  | Spacewatch          |
| 777147 | 2008 TH133               | 8 ottobre 2008    | Mount Lemmon Survey |
| 777148 | 2008 TM142               | 23 settembre 2008 | Mount Lemmon Survey |
| 777149 | 2008 TL147               | 23 settembre 2008 | Mount Lemmon Survey |
| 777150 | 2008 TD156               | 9 ottobre 2008    | Mount Lemmon Survey |
| 777151 | 2008 TW164               | 2 ottobre 2008    | Spacewatch          |
| 777152 | 2008 TN174               | 6 ottobre 2008    | Spacewatch          |
| 777153 | 2008 TP181               | 1 ottobre 2008    | Spacewatch          |
| 777154 | 2008 TR183               | 2 ottobre 2008    | Spacewatch          |
| 777155 | 2008 TY186               | 8 ottobre 2008    | Spacewatch          |
| 777156 | 2008 TY192               | 9 ottobre 2008    | Mount Lemmon Survey |
| 777157 | 2008 TK193               | 8 ottobre 2008    | Mount Lemmon Survey |
| 777158 | 2008 TA198               | 31 ottobre 2013   | Mount Lemmon Survey |
| 777159 | 2008 TX198               | 18 gennaio 2016   | Pan-STARRS          |
| 777160 | 2008 TM200               | 14 dicembre 2015  | Pan-STARRS          |
| 777161 | 2008 TC201               | 7 ottobre 2008    | Spacewatch          |
| 777162 | 2008 TF201               | 10 ottobre 2008   | Spacewatch          |
| 777163 | 2008 TJ205               | 1 aprile 2016     | Pan-STARRS          |
| 777164 | 2008 TO205               | 1 ottobre 2008    | CSS                 |
| 777165 | 2008 TM206               | 25 settembre 2013 | Spacewatch          |
| 777166 | 2008 TU207               | 11 dicembre 2014  | Mount Lemmon Survey |
| 777167 | 2008 TK208               | 8 ottobre 2008    | Mount Lemmon Survey |
| 777168 | 2008 TB215               | 31 gennaio 2016   | Pan-STARRS          |
| 777169 | 2008 TQ215               | 7 ottobre 2008    | Spacewatch          |
| 777170 | 2008 TV217               | 2 ottobre 2008    | Spacewatch          |
| 777171 | 2008 TR218               | 8 ottobre 2008    | Spacewatch          |
| 777172 | 2008 TB220               | 3 ottobre 2008    | Spacewatch          |
| 777173 | 2008 TQ221               | 8 ottobre 2008    | Spacewatch          |
| 777174 | 2008 TB223               | 8 ottobre 2008    | Mount Lemmon Survey |
| 777175 | 2008 TR225               | 1 ottobre 2008    | Mount Lemmon Survey |
| 777176 | 2008 TA226               | 10 ottobre 2008   | Mount Lemmon Survey |
| 777177 | 2008 TD227               | 10 ottobre 2008   | Mount Lemmon Survey |
| 777178 | 2008 TF227               | 8 ottobre 2008    | Mount Lemmon Survey |
| 777179 | 2008 TY230               | 1 ottobre 2008    | Mount Lemmon Survey |
| 777180 | 2008 TC234               | 6 ottobre 2008    | Mount Lemmon Survey |
| 777181 | 2008 TL234               | 2 ottobre 2008    | Spacewatch          |
| 777182 | 2008 TA236               | 8 ottobre 2008    | Spacewatch          |
| 777183 | 2008 TJ237               | 6 ottobre 2008    | Mount Lemmon Survey |
| 777184 | 2008 TW237               | 2 ottobre 2008    | Mount Lemmon Survey |
| 777185 | 2008 TY237               | 8 ottobre 2008    | Spacewatch          |
| 777186 | 2008 TA238               | 3 luglio 2003     | Spacewatch          |
| 777187 | 2008 TH238               | 7 ottobre 2008    | Mount Lemmon Survey |
| 777188 | 2008 TX238               | 9 ottobre 2008    | Spacewatch          |
| 777189 | 2008 TK239               | 9 ottobre 2008    | Spacewatch          |
| 777190 | 2008 TW241               | 8 ottobre 2008    | Mount Lemmon Survey |
| 777191 | 2008 TE242               | 2 ottobre 2008    | Spacewatch          |
| 777192 | 2008 UC15                | 19 ottobre 2008   | Spacewatch          |
| 777193 | 2008 UM23                | 10 ottobre 2008   | Mount Lemmon Survey |
| 777194 | 2008 UE24                | 23 settembre 2008 | Spacewatch          |
| 777195 | 2008 UV25                | 30 novembre 2003  | Spacewatch          |
| 777196 | 2008 UC36                | 20 ottobre 2008   | Mount Lemmon Survey |
| 777197 | 2008 UE44                | 20 ottobre 2008   | Mount Lemmon Survey |
| 777198 | 2008 UC45                | 23 settembre 2008 | Spacewatch          |
| 777199 | 2008 UT50                | 2 aprile 2011     | Spacewatch          |
| 777200 | 2008 UE51                | 20 ottobre 2008   | Spacewatch          |

## 777201–777300
| Nome   | Designazione provvisoria | Data di scoperta  | Scopritore          |
| ------ | ------------------------ | ----------------- | ------------------- |
| 777201 | 2008 UL115               | 22 ottobre 2008   | Spacewatch          |
| 777202 | 2008 UQ121               | 22 ottobre 2008   | Spacewatch          |
| 777203 | 2008 UL131               | 23 ottobre 2008   | Spacewatch          |
| 777204 | 2008 UE140               | 23 ottobre 2008   | Spacewatch          |
| 777205 | 2008 UF141               | 23 ottobre 2008   | Spacewatch          |
| 777206 | 2008 UO141               | 23 ottobre 2008   | Spacewatch          |
| 777207 | 2008 UO145               | 23 ottobre 2008   | Spacewatch          |
| 777208 | 2008 UN146               | 23 ottobre 2008   | Spacewatch          |
| 777209 | 2008 UM152               | 23 ottobre 2008   | Mount Lemmon Survey |
| 777210 | 2008 UD167               | 24 ottobre 2008   | Spacewatch          |
| 777211 | 2008 UU170               | 24 ottobre 2008   | Spacewatch          |
| 777212 | 2008 UF183               | 24 ottobre 2008   | Mount Lemmon Survey |
| 777213 | 2008 UZ189               | 3 settembre 2008  | Spacewatch          |
| 777214 | 2008 UR190               | 25 ottobre 2008   | Spacewatch          |
| 777215 | 2008 UO191               | 25 ottobre 2008   | Mount Lemmon Survey |
| 777216 | 2008 UK194               | 26 ottobre 2008   | Spacewatch          |
| 777217 | 2008 UT210               | 23 ottobre 2008   | Spacewatch          |
| 777218 | 2008 UC211               | 23 ottobre 2008   | Spacewatch          |
| 777219 | 2008 UY217               | 25 ottobre 2008   | Spacewatch          |
| 777220 | 2008 UP219               | 2 ottobre 2008    | Mount Lemmon Survey |
| 777221 | 2008 UR224               | 21 novembre 2003  | Spacewatch          |
| 777222 | 2008 UV234               | 23 settembre 2008 | Spacewatch          |
| 777223 | 2008 UR235               | 26 ottobre 2008   | Mount Lemmon Survey |
| 777224 | 2008 UF245               | 26 ottobre 2008   | Spacewatch          |
| 777225 | 2008 UY254               | 27 ottobre 2008   | Spacewatch          |
| 777226 | 2008 UL264               | 28 ottobre 2008   | Spacewatch          |
| 777227 | 2008 UZ264               | 28 ottobre 2008   | Spacewatch          |
| 777228 | 2008 UN266               | 9 ottobre 2008    | Spacewatch          |
| 777229 | 2008 UU269               | 28 ottobre 2008   | Spacewatch          |
| 777230 | 2008 UR275               | 28 ottobre 2008   | Mount Lemmon Survey |
| 777231 | 2008 UL288               | 28 ottobre 2008   | Mount Lemmon Survey |
| 777232 | 2008 UJ293               | 9 ottobre 2008    | Spacewatch          |
| 777233 | 2008 UR295               | 21 ottobre 2008   | Spacewatch          |
| 777234 | 2008 UX304               | 6 ottobre 2008    | Mount Lemmon Survey |
| 777235 | 2008 UU311               | 22 ottobre 2008   | Spacewatch          |
| 777236 | 2008 UN312               | 30 ottobre 2008   | Spacewatch          |
| 777237 | 2008 UW312               | 30 ottobre 2008   | Spacewatch          |
| 777238 | 2008 UD318               | 31 ottobre 2008   | Mount Lemmon Survey |
| 777239 | 2008 UX325               | 31 ottobre 2008   | CSS                 |
| 777240 | 2008 UM339               | 23 ottobre 2008   | Spacewatch          |
| 777241 | 2008 UY343               | 25 ottobre 2008   | Spacewatch          |
| 777242 | 2008 UE349               | 27 ottobre 2008   | Mount Lemmon Survey |
| 777243 | 2008 UB350               | 30 ottobre 2008   | Spacewatch          |
| 777244 | 2008 UT361               | 23 settembre 2008 | CSS                 |
| 777245 | 2008 UB369               | 14 settembre 2007 | Spacewatch          |
| 777246 | 2008 UR377               | 5 febbraio 2011   | Pan-STARRS          |
| 777247 | 2008 UC381               | 15 marzo 2015     | Pan-STARRS          |
| 777248 | 2008 UT382               | 2 aprile 2016     | Pan-STARRS          |
| 777249 | 2008 UN383               | 21 novembre 2014  | Pan-STARRS          |
| 777250 | 2008 UA391               | 21 dicembre 2014  | Pan-STARRS          |
| 777251 | 2008 UJ391               | 2 settembre 2013  | Mount Lemmon Survey |
| 777252 | 2008 UK392               | 1 settembre 2013  | Mount Lemmon Survey |
| 777253 | 2008 UV392               | 28 novembre 2013  | Mount Lemmon Survey |
| 777254 | 2008 UY393               | 5 ottobre 2013    | Pan-STARRS          |
| 777255 | 2008 UZ396               | 20 gennaio 2015   | Pan-STARRS          |
| 777256 | 2008 UA398               | 1 novembre 2014   | Calar Alto Obs.     |
| 777257 | 2008 UP398               | 20 giugno 2013    | Pan-STARRS          |
| 777258 | 2008 UX398               | 9 febbraio 2016   | Pan-STARRS          |
| 777259 | 2008 UL399               | 24 ottobre 2008   | Spacewatch          |
| 777260 | 2008 UK400               | 27 ottobre 2008   | Mount Lemmon Survey |
| 777261 | 2008 UW400               | 27 ottobre 2008   | Spacewatch          |
| 777262 | 2008 UB401               | 27 ottobre 2008   | Mount Lemmon Survey |
| 777263 | 2008 UM401               | 8 luglio 2018     | Pan-STARRS          |
| 777264 | 2008 UT401               | 14 settembre 2013 | Mount Lemmon Survey |
| 777265 | 2008 UL402               | 26 ottobre 2008   | Spacewatch          |
| 777266 | 2008 UW403               | 29 ottobre 2008   | Spacewatch          |
| 777267 | 2008 UX403               | 26 ottobre 2008   | Mount Lemmon Survey |
| 777268 | 2008 UU407               | 30 settembre 2003 | Spacewatch          |
| 777269 | 2008 UW407               | 29 ottobre 2008   | Spacewatch          |
| 777270 | 2008 UD408               | 29 ottobre 2008   | Spacewatch          |
| 777271 | 2008 UM410               | 30 ottobre 2008   | Spacewatch          |
| 777272 | 2008 UY412               | 26 ottobre 2008   | Spacewatch          |
| 777273 | 2008 UH413               | 30 ottobre 2008   | Spacewatch          |
| 777274 | 2008 UM413               | 24 ottobre 2008   | Spacewatch          |
| 777275 | 2008 UM414               | 23 ottobre 2008   | Mount Lemmon Survey |
| 777276 | 2008 UB415               | 29 ottobre 2008   | Spacewatch          |
| 777277 | 2008 UR417               | 30 ottobre 2008   | Spacewatch          |
| 777278 | 2008 UT418               | 24 ottobre 2008   | Spacewatch          |
| 777279 | 2008 UV419               | 20 ottobre 2008   | Mount Lemmon Survey |
| 777280 | 2008 UZ423               | 17 ottobre 2008   | Spacewatch          |
| 777281 | 2008 UD426               | 20 ottobre 2008   | Spacewatch          |
| 777282 | 2008 UD427               | 19 ottobre 2008   | Spacewatch          |
| 777283 | 2008 UE428               | 17 ottobre 2008   | Spacewatch          |
| 777284 | 2008 UH428               | 26 ottobre 2008   | Spacewatch          |
| 777285 | 2008 VZ11                | 6 ottobre 2008    | Mount Lemmon Survey |
| 777286 | 2008 VM17                | 20 ottobre 2008   | Spacewatch          |
| 777287 | 2008 VS18                | 1 novembre 2008   | Spacewatch          |
| 777288 | 2008 VK24                | 1 novembre 2008   | Spacewatch          |
| 777289 | 2008 VG26                | 1 ottobre 2008    | Mount Lemmon Survey |
| 777290 | 2008 VJ31                | 2 novembre 2008   | Mount Lemmon Survey |
| 777291 | 2008 VO43                | 3 novembre 2008   | Spacewatch          |
| 777292 | 2008 VC46                | 3 novembre 2008   | Mount Lemmon Survey |
| 777293 | 2008 VO54                | 26 settembre 2008 | Spacewatch          |
| 777294 | 2008 VQ56                | 6 novembre 2008   | Mount Lemmon Survey |
| 777295 | 2008 VG60                | 7 novembre 2008   | Mount Lemmon Survey |
| 777296 | 2008 VK66                | 2 novembre 2008   | Mount Lemmon Survey |
| 777297 | 2008 VC70                | 6 novembre 2008   | Spacewatch          |
| 777298 | 2008 VD73                | 1 novembre 2008   | Spacewatch          |
| 777299 | 2008 VC74                | 7 novembre 2008   | Mount Lemmon Survey |
| 777300 | 2008 VV81                | 1 novembre 2008   | Mount Lemmon Survey |

## 777301–777400
| Nome   | Designazione provvisoria | Data di scoperta  | Scopritore          |
| ------ | ------------------------ | ----------------- | ------------------- |
| 777301 | 2008 VT85                | 4 settembre 2003  | Spacewatch          |
| 777302 | 2008 VN86                | 17 ottobre 2012   | Mount Lemmon Survey |
| 777303 | 2008 VL87                | 20 febbraio 2014  | Pan-STARRS          |
| 777304 | 2008 VH91                | 3 febbraio 2016   | Pan-STARRS          |
| 777305 | 2008 VE93                | 1 novembre 2008   | Mount Lemmon Survey |
| 777306 | 2008 VF93                | 15 agosto 2013    | Pan-STARRS          |
| 777307 | 2008 VA97                | 27 novembre 2013  | Pan-STARRS          |
| 777308 | 2008 VE97                | 2 novembre 2008   | Mount Lemmon Survey |
| 777309 | 2008 VT97                | 7 novembre 2008   | Mount Lemmon Survey |
| 777310 | 2008 VW98                | 7 novembre 2008   | Spacewatch          |
| 777311 | 2008 VT99                | 1 novembre 2008   | Mount Lemmon Survey |
| 777312 | 2008 VV99                | 6 novembre 2008   | Mount Lemmon Survey |
| 777313 | 2008 VA100               | 9 novembre 2008   | Mount Lemmon Survey |
| 777314 | 2008 VE101               | 1 novembre 2008   | Mount Lemmon Survey |
| 777315 | 2008 VG102               | 7 novembre 2008   | Mount Lemmon Survey |
| 777316 | 2008 VN102               | 1 novembre 2008   | Mount Lemmon Survey |
| 777317 | 2008 VD103               | 7 novembre 2008   | Mount Lemmon Survey |
| 777318 | 2008 VH106               | 8 novembre 2008   | Mount Lemmon Survey |
| 777319 | 2008 VT107               | 1 novembre 2008   | Mount Lemmon Survey |
| 777320 | 2008 VK109               | 1 novembre 2008   | Mount Lemmon Survey |
| 777321 | 2008 VC110               | 8 novembre 2008   | Mount Lemmon Survey |
| 777322 | 2008 VH111               | 6 novembre 2008   | Spacewatch          |
| 777323 | 2008 WE1                 | 8 ottobre 2008    | Mount Lemmon Survey |
| 777324 | 2008 WS7                 | 2 aprile 2005     | Mount Lemmon Survey |
| 777325 | 2008 WG18                | 7 novembre 2008   | Spacewatch          |
| 777326 | 2008 WB21                | 17 novembre 2008  | Spacewatch          |
| 777327 | 2008 WE22                | 23 settembre 2008 | Spacewatch          |
| 777328 | 2008 WS25                | 6 ottobre 2008    | Mount Lemmon Survey |
| 777329 | 2008 WV37                | 17 novembre 2008  | Spacewatch          |
| 777330 | 2008 WJ39                | 7 novembre 2008   | Mount Lemmon Survey |
| 777331 | 2008 WA42                | 17 novembre 2008  | Spacewatch          |
| 777332 | 2008 WS42                | 31 ottobre 2008   | Spacewatch          |
| 777333 | 2008 WH44                | 17 novembre 2008  | Spacewatch          |
| 777334 | 2008 WR44                | 8 novembre 2008   | Spacewatch          |
| 777335 | 2008 WP53                | 28 ottobre 2008   | Spacewatch          |
| 777336 | 2008 WA56                | 1 maggio 2006     | P. A. Wiegert       |
| 777337 | 2008 WA63                | 10 ottobre 2008   | Mount Lemmon Survey |
| 777338 | 2008 WY64                | 24 settembre 2008 | Mount Lemmon Survey |
| 777339 | 2008 WP78                | 20 novembre 2008  | Mount Lemmon Survey |
| 777340 | 2008 WB79                | 20 novembre 2008  | Spacewatch          |
| 777341 | 2008 WX82                | 20 novembre 2008  | Spacewatch          |
| 777342 | 2008 WA89                | 21 novembre 2008  | Spacewatch          |
| 777343 | 2008 WW89                | 31 ottobre 2008   | Mount Lemmon Survey |
| 777344 | 2008 WP117               | 22 ottobre 2008   | Spacewatch          |
| 777345 | 2008 WT121               | 30 novembre 2008  | Spacewatch          |
| 777346 | 2008 WY121               | 30 novembre 2008  | Spacewatch          |
| 777347 | 2008 WO123               | 4 novembre 2008   | Spacewatch          |
| 777348 | 2008 WA138               | 30 novembre 2008  | LINEAR              |
| 777349 | 2008 WL146               | 20 novembre 2008  | Spacewatch          |
| 777350 | 2008 WC147               | 6 ottobre 2016    | Mount Lemmon Survey |
| 777351 | 2008 WE147               | 20 gennaio 2015   | Pan-STARRS          |
| 777352 | 2008 WE148               | 30 maggio 2011    | Pan-STARRS          |
| 777353 | 2008 WH149               | 20 novembre 2008  | Spacewatch          |
| 777354 | 2008 WC151               | 31 ottobre 2008   | Spacewatch          |
| 777355 | 2008 WL151               | 20 novembre 2008  | Mount Lemmon Survey |
| 777356 | 2008 WE154               | 5 febbraio 2016   | Pan-STARRS          |
| 777357 | 2008 WF154               | 17 novembre 2014  | Pan-STARRS          |
| 777358 | 2008 WO155               | 20 novembre 2008  | Mount Lemmon Survey |
| 777359 | 2008 WQ155               | 21 novembre 2008  | Spacewatch          |
| 777360 | 2008 WR155               | 21 novembre 2008  | Mount Lemmon Survey |
| 777361 | 2008 WY155               | 29 febbraio 2016  | Pan-STARRS          |
| 777362 | 2008 WG156               | 18 novembre 2008  | Spacewatch          |
| 777363 | 2008 WS156               | 20 novembre 2008  | Spacewatch          |
| 777364 | 2008 WY156               | 20 novembre 2008  | Mount Lemmon Survey |
| 777365 | 2008 WY157               | 18 novembre 2008  | Spacewatch          |
| 777366 | 2008 WY158               | 20 novembre 2008  | Spacewatch          |
| 777367 | 2008 WL159               | 22 novembre 2008  | Spacewatch          |
| 777368 | 2008 WH160               | 18 novembre 2008  | Spacewatch          |
| 777369 | 2008 WL160               | 19 novembre 2008  | Spacewatch          |
| 777370 | 2008 WG162               | 10 settembre 2007 | Mount Lemmon Survey |
| 777371 | 2008 WP162               | 21 novembre 2008  | Spacewatch          |
| 777372 | 2008 WJ165               | 18 novembre 2008  | Spacewatch          |
| 777373 | 2008 WH166               | 19 novembre 2008  | Spacewatch          |
| 777374 | 2008 WN166               | 20 novembre 2008  | Spacewatch          |
| 777375 | 2008 WP166               | 20 novembre 2008  | Mount Lemmon Survey |
| 777376 | 2008 WZ166               | 20 novembre 2008  | Mount Lemmon Survey |
| 777377 | 2008 WE167               | 30 novembre 2008  | Spacewatch          |
| 777378 | 2008 WY167               | 18 novembre 2008  | Spacewatch          |
| 777379 | 2008 WH168               | 20 novembre 2008  | Spacewatch          |
| 777380 | 2008 WA169               | 20 novembre 2008  | Spacewatch          |
| 777381 | 2008 WG169               | 24 novembre 2008  | Spacewatch          |
| 777382 | 2008 XZ10                | 7 novembre 2008   | Mount Lemmon Survey |
| 777383 | 2008 XY16                | 1 dicembre 2008   | Spacewatch          |
| 777384 | 2008 XB17                | 1 dicembre 2008   | Spacewatch          |
| 777385 | 2008 XL29                | 5 dicembre 2008   | Mount Lemmon Survey |
| 777386 | 2008 XR31                | 19 novembre 2008  | Spacewatch          |
| 777387 | 2008 XT33                | 2 dicembre 2008   | Spacewatch          |
| 777388 | 2008 XV34                | 2 dicembre 2008   | Spacewatch          |
| 777389 | 2008 XA36                | 2 dicembre 2008   | Spacewatch          |
| 777390 | 2008 XH45                | 3 dicembre 2008   | Spacewatch          |
| 777391 | 2008 XP46                | 20 novembre 2008  | Mount Lemmon Survey |
| 777392 | 2008 XA57                | 19 novembre 2008  | Spacewatch          |
| 777393 | 2008 XK58                | 21 settembre 2012 | CSS                 |
| 777394 | 2008 XL59                | 4 dicembre 2008   | Spacewatch          |
| 777395 | 2008 XY59                | 26 novembre 2014  | Pan-STARRS          |
| 777396 | 2008 XG60                | 4 dicembre 2008   | Mount Lemmon Survey |
| 777397 | 2008 XC61                | 3 dicembre 2008   | Mount Lemmon Survey |
| 777398 | 2008 XW67                | 1 dicembre 2008   | Mount Lemmon Survey |
| 777399 | 2008 XB68                | 4 dicembre 2008   | Spacewatch          |
| 777400 | 2008 XC68                | 5 dicembre 2008   | Spacewatch          |

## 777401–777500
| Nome   | Designazione provvisoria | Data di scoperta  | Scopritore               |
| ------ | ------------------------ | ----------------- | ------------------------ |
| 777401 | 2008 XL69                | 1 dicembre 2008   | Spacewatch               |
| 777402 | 2008 XW69                | 6 dicembre 2008   | Spacewatch               |
| 777403 | 2008 XE70                | 4 dicembre 2008   | Mount Lemmon Survey      |
| 777404 | 2008 XU70                | 4 dicembre 2008   | Spacewatch               |
| 777405 | 2008 YP3                 | 21 dicembre 2008  | F. Hormuth               |
| 777406 | 2008 YH44                | 29 dicembre 2008  | Mount Lemmon Survey      |
| 777407 | 2008 YO46                | 29 dicembre 2008  | Mount Lemmon Survey      |
| 777408 | 2008 YE56                | 30 dicembre 2008  | Spacewatch               |
| 777409 | 2008 YC57                | 30 dicembre 2008  | Spacewatch               |
| 777410 | 2008 YE57                | 30 dicembre 2008  | Spacewatch               |
| 777411 | 2008 YK58                | 30 dicembre 2008  | Spacewatch               |
| 777412 | 2008 YX58                | 30 dicembre 2008  | Spacewatch               |
| 777413 | 2008 YJ59                | 4 dicembre 2008   | Mount Lemmon Survey      |
| 777414 | 2008 YV63                | 27 settembre 2003 | Spacewatch               |
| 777415 | 2008 YJ72                | 30 dicembre 2008  | Spacewatch               |
| 777416 | 2008 YH74                | 30 dicembre 2008  | Spacewatch               |
| 777417 | 2008 YM74                | 30 dicembre 2008  | Spacewatch               |
| 777418 | 2008 YV75                | 30 dicembre 2008  | Mount Lemmon Survey      |
| 777419 | 2008 YH76                | 30 dicembre 2008  | Mount Lemmon Survey      |
| 777420 | 2008 YA89                | 21 dicembre 2008  | Spacewatch               |
| 777421 | 2008 YB91                | 29 dicembre 2008  | Spacewatch               |
| 777422 | 2008 YQ92                | 21 dicembre 2008  | Spacewatch               |
| 777423 | 2008 YT93                | 21 dicembre 2008  | Mount Lemmon Survey      |
| 777424 | 2008 YA94                | 29 dicembre 2008  | Spacewatch               |
| 777425 | 2008 YJ102               | 29 dicembre 2008  | Spacewatch               |
| 777426 | 2008 YY108               | 29 dicembre 2008  | Spacewatch               |
| 777427 | 2008 YA110               | 30 dicembre 2008  | Mount Lemmon Survey      |
| 777428 | 2008 YM118               | 21 dicembre 2008  | Spacewatch               |
| 777429 | 2008 YD131               | 28 dicembre 2019  | Pan-STARRS               |
| 777430 | 2008 YO140               | 30 dicembre 2008  | Mount Lemmon Survey      |
| 777431 | 2008 YJ141               | 30 dicembre 2008  | Spacewatch               |
| 777432 | 2008 YL143               | 21 dicembre 2008  | Mount Lemmon Survey      |
| 777433 | 2008 YD144               | 21 dicembre 2008  | Mount Lemmon Survey      |
| 777434 | 2008 YK145               | 22 dicembre 2008  | Mount Lemmon Survey      |
| 777435 | 2008 YW147               | 31 dicembre 2008  | Spacewatch               |
| 777436 | 2008 YD148               | 31 dicembre 2008  | Spacewatch               |
| 777437 | 2008 YN163               | 30 dicembre 2008  | Spacewatch               |
| 777438 | 2008 YQ164               | 26 dicembre 2008  | H. Kurosaki, A. Nakajima |
| 777439 | 2008 YS165               | 30 dicembre 2008  | Mount Lemmon Survey      |
| 777440 | 2008 YR175               | 31 dicembre 2008  | Spacewatch               |
| 777441 | 2008 YJ179               | 1 dicembre 2008   | Mount Lemmon Survey      |
| 777442 | 2008 YA180               | 14 agosto 2012    | Spacewatch               |
| 777443 | 2008 YB180               | 12 dicembre 2012  | Mount Lemmon Survey      |
| 777444 | 2008 YJ182               | 26 ottobre 2013   | Spacewatch               |
| 777445 | 2008 YW182               | 20 maggio 2018    | Pan-STARRS               |
| 777446 | 2008 YY183               | 25 ottobre 2008   | Mount Lemmon Survey      |
| 777447 | 2008 YG184               | 31 dicembre 2008  | Mount Lemmon Survey      |
| 777448 | 2008 YW185               | 31 dicembre 2008  | Mount Lemmon Survey      |
| 777449 | 2008 YK186               | 29 dicembre 2014  | Pan-STARRS               |
| 777450 | 2008 YP187               | 30 dicembre 2008  | Mount Lemmon Survey      |
| 777451 | 2008 YE188               | 31 dicembre 2008  | Spacewatch               |
| 777452 | 2008 YE191               | 29 dicembre 2008  | Spacewatch               |
| 777453 | 2008 YJ191               | 29 dicembre 2008  | Spacewatch               |
| 777454 | 2008 YT191               | 31 dicembre 2008  | Spacewatch               |
| 777455 | 2008 YV191               | 30 dicembre 2008  | Spacewatch               |
| 777456 | 2008 YX192               | 31 dicembre 2008  | Spacewatch               |
| 777457 | 2008 YH193               | 30 dicembre 2008  | Spacewatch               |
| 777458 | 2008 YN193               | 29 dicembre 2008  | Spacewatch               |
| 777459 | 2008 YV195               | 31 dicembre 2008  | Spacewatch               |
| 777460 | 2008 YO196               | 22 dicembre 2008  | Spacewatch               |
| 777461 | 2008 YO197               | 21 dicembre 2008  | Mount Lemmon Survey      |
| 777462 | 2008 YR197               | 22 dicembre 2008  | Spacewatch               |
| 777463 | 2008 YG198               | 31 dicembre 2008  | Spacewatch               |
| 777464 | 2008 YN198               | 22 dicembre 2008  | Spacewatch               |
| 777465 | 2009 AX3                 | 1 gennaio 2009    | Mount Lemmon Survey      |
| 777466 | 2009 AH4                 | 1 gennaio 2009    | Spacewatch               |
| 777467 | 2009 AS5                 | 1 gennaio 2009    | Spacewatch               |
| 777468 | 2009 AK6                 | 9 marzo 2005      | Spacewatch               |
| 777469 | 2009 AA8                 | 1 gennaio 2009    | Mount Lemmon Survey      |
| 777470 | 2009 AM12                | 2 gennaio 2009    | Mount Lemmon Survey      |
| 777471 | 2009 AN17                | 21 dicembre 2008  | Spacewatch               |
| 777472 | 2009 AQ18                | 4 dicembre 2008   | Mount Lemmon Survey      |
| 777473 | 2009 AU19                | 2 gennaio 2009    | Mount Lemmon Survey      |
| 777474 | 2009 AX19                | 22 dicembre 2008  | Spacewatch               |
| 777475 | 2009 AG26                | 2 gennaio 2009    | Spacewatch               |
| 777476 | 2009 AT34                | 15 gennaio 2009   | Spacewatch               |
| 777477 | 2009 AT38                | 22 dicembre 2008  | Mount Lemmon Survey      |
| 777478 | 2009 AP39                | 29 dicembre 2008  | Spacewatch               |
| 777479 | 2009 AK56                | 14 agosto 2017    | Pan-STARRS               |
| 777480 | 2009 AV56                | 3 gennaio 2009    | Spacewatch               |
| 777481 | 2009 AK57                | 10 agosto 2015    | Pan-STARRS               |
| 777482 | 2009 AP57                | 1 gennaio 2009    | Mount Lemmon Survey      |
| 777483 | 2009 AA59                | 16 febbraio 2015  | Pan-STARRS               |
| 777484 | 2009 AG60                | 1 gennaio 2009    | Mount Lemmon Survey      |
| 777485 | 2009 AY60                | 2 gennaio 2009    | Mount Lemmon Survey      |
| 777486 | 2009 AO61                | 3 gennaio 2009    | Spacewatch               |
| 777487 | 2009 AW61                | 15 gennaio 2009   | Spacewatch               |
| 777488 | 2009 AR62                | 2 gennaio 2009    | Mount Lemmon Survey      |
| 777489 | 2009 AX63                | 1 gennaio 2009    | Spacewatch               |
| 777490 | 2009 AN64                | 30 novembre 2008  | Spacewatch               |
| 777491 | 2009 AU64                | 1 gennaio 2009    | Spacewatch               |
| 777492 | 2009 AD65                | 2 gennaio 2009    | Spacewatch               |
| 777493 | 2009 AR65                | 3 gennaio 2009    | Mount Lemmon Survey      |
| 777494 | 2009 AE66                | 3 gennaio 2009    | Mount Lemmon Survey      |
| 777495 | 2009 BN3                 | 18 gennaio 2009   | LINEAR                   |
| 777496 | 2009 BA15                | 16 gennaio 2009   | Spacewatch               |
| 777497 | 2009 BT15                | 16 gennaio 2009   | Mount Lemmon Survey      |
| 777498 | 2009 BC22                | 17 gennaio 2009   | Spacewatch               |
| 777499 | 2009 BU29                | 2 gennaio 2009    | Spacewatch               |
| 777500 | 2009 BB36                | 16 marzo 2005     | Mount Lemmon Survey      |

## 777501–777600
| Nome   | Designazione provvisoria | Data di scoperta  | Scopritore               |
| ------ | ------------------------ | ----------------- | ------------------------ |
| 777501 | 2009 BL37                | 1 novembre 2007   | Mount Lemmon Survey      |
| 777502 | 2009 BM37                | 16 gennaio 2009   | Spacewatch               |
| 777503 | 2009 BE40                | 16 gennaio 2009   | Spacewatch               |
| 777504 | 2009 BX40                | 16 gennaio 2009   | Spacewatch               |
| 777505 | 2009 BY40                | 16 gennaio 2009   | Spacewatch               |
| 777506 | 2009 BB57                | 18 gennaio 2009   | Spacewatch               |
| 777507 | 2009 BD57                | 2 gennaio 2009    | Spacewatch               |
| 777508 | 2009 BO61                | 18 gennaio 2009   | Spacewatch               |
| 777509 | 2009 BT61                | 18 gennaio 2009   | Mount Lemmon Survey      |
| 777510 | 2009 BL67                | 20 gennaio 2009   | Spacewatch               |
| 777511 | 2009 BE89                | 25 gennaio 2009   | Spacewatch               |
| 777512 | 2009 BH98                | 30 dicembre 2008  | Mount Lemmon Survey      |
| 777513 | 2009 BY102               | 30 gennaio 2009   | Mount Lemmon Survey      |
| 777514 | 2009 BM110               | 31 gennaio 2009   | Mount Lemmon Survey      |
| 777515 | 2009 BO122               | 7 novembre 2007   | Spacewatch               |
| 777516 | 2009 BM126               | 29 gennaio 2009   | Spacewatch               |
| 777517 | 2009 BS126               | 29 gennaio 2009   | Spacewatch               |
| 777518 | 2009 BN127               | 15 gennaio 2009   | Spacewatch               |
| 777519 | 2009 BE133               | 29 gennaio 2009   | Spacewatch               |
| 777520 | 2009 BF133               | 29 gennaio 2009   | Spacewatch               |
| 777521 | 2009 BR136               | 29 gennaio 2009   | Spacewatch               |
| 777522 | 2009 BC138               | 29 gennaio 2009   | Spacewatch               |
| 777523 | 2009 BD138               | 30 dicembre 2008  | Mount Lemmon Survey      |
| 777524 | 2009 BR145               | 20 gennaio 2009   | Spacewatch               |
| 777525 | 2009 BY147               | 30 gennaio 2009   | Mount Lemmon Survey      |
| 777526 | 2009 BL149               | 31 gennaio 2009   | Spacewatch               |
| 777527 | 2009 BP155               | 31 gennaio 2009   | Spacewatch               |
| 777528 | 2009 BA156               | 31 gennaio 2009   | Spacewatch               |
| 777529 | 2009 BB156               | 30 dicembre 2008  | Mount Lemmon Survey      |
| 777530 | 2009 BL156               | 31 gennaio 2009   | Spacewatch               |
| 777531 | 2009 BS161               | 25 gennaio 2009   | Alianza S4 Obs.          |
| 777532 | 2009 BN162               | 30 gennaio 2009   | Mount Lemmon Survey      |
| 777533 | 2009 BO175               | 29 gennaio 2009   | CSS                      |
| 777534 | 2009 BP179               | 16 gennaio 2009   | Spacewatch               |
| 777535 | 2009 BW183               | 20 gennaio 2009   | CSS                      |
| 777536 | 2009 BD193               | 20 gennaio 2009   | Mount Lemmon Survey      |
| 777537 | 2009 BD195               | 6 ottobre 2012    | Mount Lemmon Survey      |
| 777538 | 2009 BV196               | 17 ottobre 2012   | Mount Lemmon Survey      |
| 777539 | 2009 BB197               | 24 maggio 2011    | Pan-STARRS               |
| 777540 | 2009 BT197               | 23 ottobre 2012   | Pan-STARRS               |
| 777541 | 2009 BW197               | 19 gennaio 2009   | Mount Lemmon Survey      |
| 777542 | 2009 BQ200               | 22 gennaio 2015   | Pan-STARRS               |
| 777543 | 2009 BG201               | 23 gennaio 2015   | Pan-STARRS               |
| 777544 | 2009 BY201               | 20 settembre 2011 | Pan-STARRS               |
| 777545 | 2009 BL202               | 16 gennaio 2009   | Spacewatch               |
| 777546 | 2009 BG205               | 31 gennaio 2009   | Mount Lemmon Survey      |
| 777547 | 2009 BR207               | 20 gennaio 2009   | Spacewatch               |
| 777548 | 2009 BU207               | 31 gennaio 2009   | Mount Lemmon Survey      |
| 777549 | 2009 BZ207               | 20 gennaio 2009   | Spacewatch               |
| 777550 | 2009 BC208               | 17 gennaio 2009   | Spacewatch               |
| 777551 | 2009 BN208               | 31 gennaio 2009   | Spacewatch               |
| 777552 | 2009 BO208               | 18 gennaio 2009   | Spacewatch               |
| 777553 | 2009 BP208               | 20 gennaio 2009   | Spacewatch               |
| 777554 | 2009 BQ209               | 18 gennaio 2009   | Mount Lemmon Survey      |
| 777555 | 2009 BY209               | 29 gennaio 2009   | Spacewatch               |
| 777556 | 2009 BF210               | 30 gennaio 2009   | W. Bickel                |
| 777557 | 2009 BS210               | 20 gennaio 2009   | CSS                      |
| 777558 | 2009 BU210               | 18 gennaio 2009   | Spacewatch               |
| 777559 | 2009 BV210               | 20 gennaio 2009   | Spacewatch               |
| 777560 | 2009 BX210               | 29 gennaio 2009   | Mount Lemmon Survey      |
| 777561 | 2009 BB211               | 20 gennaio 2009   | Mount Lemmon Survey      |
| 777562 | 2009 BD211               | 16 gennaio 2009   | Spacewatch               |
| 777563 | 2009 BH211               | 18 gennaio 2009   | Spacewatch               |
| 777564 | 2009 BK211               | 17 gennaio 2009   | Spacewatch               |
| 777565 | 2009 BD212               | 20 gennaio 2009   | Spacewatch               |
| 777566 | 2009 BK212               | 31 gennaio 2009   | Mount Lemmon Survey      |
| 777567 | 2009 BN212               | 29 gennaio 2009   | Mount Lemmon Survey      |
| 777568 | 2009 BS213               | 31 gennaio 2009   | Spacewatch               |
| 777569 | 2009 BU213               | 29 gennaio 2009   | Mount Lemmon Survey      |
| 777570 | 2009 BG216               | 25 gennaio 2009   | Spacewatch               |
| 777571 | 2009 BW216               | 29 gennaio 2009   | Spacewatch               |
| 777572 | 2009 BU217               | 10 marzo 2005     | Mount Lemmon Survey      |
| 777573 | 2009 BZ217               | 27 gennaio 2009   | K. Sárneczky             |
| 777574 | 2009 BG218               | 18 gennaio 2009   | Mount Lemmon Survey      |
| 777575 | 2009 CD5                 | 12 febbraio 2009  | F. Hormuth, J. C. Datson |
| 777576 | 2009 CD6                 | 13 febbraio 2009  | F. Hormuth, J. C. Datson |
| 777577 | 2009 CF12                | 1 febbraio 2009   | Spacewatch               |
| 777578 | 2009 CX12                | 20 gennaio 2009   | Mount Lemmon Survey      |
| 777579 | 2009 CA14                | 2 febbraio 2009   | Mount Lemmon Survey      |
| 777580 | 2009 CP15                | 20 gennaio 2009   | Mount Lemmon Survey      |
| 777581 | 2009 CC21                | 1 febbraio 2009   | Spacewatch               |
| 777582 | 2009 CN21                | 1 febbraio 2009   | Spacewatch               |
| 777583 | 2009 CR22                | 1 febbraio 2009   | Spacewatch               |
| 777584 | 2009 CX25                | 1 febbraio 2009   | Spacewatch               |
| 777585 | 2009 CO27                | 1 febbraio 2009   | Spacewatch               |
| 777586 | 2009 CK39                | 1 febbraio 2009   | Spacewatch               |
| 777587 | 2009 CD46                | 29 dicembre 2008  | Mount Lemmon Survey      |
| 777588 | 2009 CQ46                | 18 gennaio 2009   | Spacewatch               |
| 777589 | 2009 CE47                | 30 gennaio 2009   | Mount Lemmon Survey      |
| 777590 | 2009 CA49                | 21 dicembre 2008  | Spacewatch               |
| 777591 | 2009 CL57                | 1 febbraio 2009   | Spacewatch               |
| 777592 | 2009 CU57                | 2 febbraio 2009   | Spacewatch               |
| 777593 | 2009 CM58                | 3 febbraio 2009   | Mount Lemmon Survey      |
| 777594 | 2009 CR60                | 10 aprile 2005    | Mount Lemmon Survey      |
| 777595 | 2009 CT60                | 5 febbraio 2009   | Spacewatch               |
| 777596 | 2009 CM67                | 13 marzo 2005     | Mount Lemmon Survey      |
| 777597 | 2009 CM69                | 31 dicembre 2013  | Spacewatch               |
| 777598 | 2009 CU69                | 13 febbraio 2009  | Mount Lemmon Survey      |
| 777599 | 2009 CB72                | 6 dicembre 2013   | Pan-STARRS               |
| 777600 | 2009 CK72                | 26 ottobre 2013   | Mount Lemmon Survey      |

## 777601–777700
| Nome   | Designazione provvisoria | Data di scoperta  | Scopritore               |
| ------ | ------------------------ | ----------------- | ------------------------ |
| 777601 | 2009 CF73                | 17 gennaio 2013   | Pan-STARRS               |
| 777602 | 2009 CU73                | 30 gennaio 2017   | Mount Lemmon Survey      |
| 777603 | 2009 CC74                | 17 agosto 2017    | Pan-STARRS               |
| 777604 | 2009 CS74                | 1 gennaio 2014    | Spacewatch               |
| 777605 | 2009 CM75                | 4 febbraio 2009   | Mount Lemmon Survey      |
| 777606 | 2009 CV75                | 14 febbraio 2009  | Mount Lemmon Survey      |
| 777607 | 2009 CA76                | 20 marzo 2004     | LINEAR                   |
| 777608 | 2009 CL77                | 5 febbraio 2009   | Spacewatch               |
| 777609 | 2009 CC78                | 1 febbraio 2009   | Spacewatch               |
| 777610 | 2009 DB                  | 16 febbraio 2009  | F. Hormuth, J. C. Datson |
| 777611 | 2009 DY4                 | 20 febbraio 2009  | F. Hormuth               |
| 777612 | 2009 DZ9                 | 20 febbraio 2009  | F. Hormuth               |
| 777613 | 2009 DB10                | 20 febbraio 2009  | F. Hormuth               |
| 777614 | 2009 DO10                | 21 febbraio 2009  | F. Hormuth               |
| 777615 | 2009 DR10                | 21 febbraio 2009  | F. Hormuth               |
| 777616 | 2009 DY20                | 1 gennaio 2009    | Spacewatch               |
| 777617 | 2009 DZ26                | 22 febbraio 2009  | F. Hormuth               |
| 777618 | 2009 DQ37                | 2 febbraio 2009   | Spacewatch               |
| 777619 | 2009 DF44                | 5 febbraio 2009   | Spacewatch               |
| 777620 | 2009 DT52                | 22 febbraio 2009  | Spacewatch               |
| 777621 | 2009 DZ53                | 22 febbraio 2009  | Spacewatch               |
| 777622 | 2009 DF54                | 1 febbraio 2009   | Spacewatch               |
| 777623 | 2009 DL54                | 22 febbraio 2009  | Spacewatch               |
| 777624 | 2009 DP56                | 22 febbraio 2009  | Spacewatch               |
| 777625 | 2009 DR58                | 22 febbraio 2009  | Spacewatch               |
| 777626 | 2009 DR60                | 22 febbraio 2009  | Spacewatch               |
| 777627 | 2009 DL67                | 21 febbraio 2009  | Spacewatch               |
| 777628 | 2009 DN84                | 22 febbraio 2009  | Spacewatch               |
| 777629 | 2009 DF85                | 27 febbraio 2009  | Spacewatch               |
| 777630 | 2009 DM87                | 27 febbraio 2009  | Spacewatch               |
| 777631 | 2009 DZ90                | 26 febbraio 2009  | Mount Lemmon Survey      |
| 777632 | 2009 DZ95                | 25 febbraio 2009  | CSS                      |
| 777633 | 2009 DL97                | 29 gennaio 2009   | Mount Lemmon Survey      |
| 777634 | 2009 DA102               | 26 febbraio 2009  | Spacewatch               |
| 777635 | 2009 DL102               | 26 febbraio 2009  | Spacewatch               |
| 777636 | 2009 DB108               | 24 febbraio 2009  | Mount Lemmon Survey      |
| 777637 | 2009 DY122               | 25 gennaio 2009   | Spacewatch               |
| 777638 | 2009 DB124               | 19 febbraio 2009  | Spacewatch               |
| 777639 | 2009 DF131               | 24 febbraio 2009  | Mount Lemmon Survey      |
| 777640 | 2009 DO131               | 19 febbraio 2009  | Spacewatch               |
| 777641 | 2009 DN136               | 19 febbraio 2009  | Spacewatch               |
| 777642 | 2009 DF141               | 20 febbraio 2009  | Spacewatch               |
| 777643 | 2009 DP141               | 24 febbraio 2009  | Spacewatch               |
| 777644 | 2009 DF145               | 20 febbraio 2009  | Mount Lemmon Survey      |
| 777645 | 2009 DZ147               | 10 ottobre 2012   | Pan-STARRS               |
| 777646 | 2009 DE149               | 24 febbraio 2009  | Mount Lemmon Survey      |
| 777647 | 2009 DQ149               | 22 marzo 2015     | Mount Lemmon Survey      |
| 777648 | 2009 DR149               | 6 marzo 2013      | Pan-STARRS               |
| 777649 | 2009 DU149               | 28 febbraio 2009  | Mount Lemmon Survey      |
| 777650 | 2009 DS150               | 19 febbraio 2009  | Spacewatch               |
| 777651 | 2009 DQ152               | 16 ottobre 2012   | Mount Lemmon Survey      |
| 777652 | 2009 DR152               | 28 agosto 2014    | Pan-STARRS               |
| 777653 | 2009 DB154               | 27 febbraio 2009  | Mount Lemmon Survey      |
| 777654 | 2009 DD154               | 21 febbraio 2009  | Mount Lemmon Survey      |
| 777655 | 2009 DX154               | 19 febbraio 2009  | Spacewatch               |
| 777656 | 2009 DM156               | 20 febbraio 2009  | Spacewatch               |
| 777657 | 2009 DS156               | 22 febbraio 2009  | Mount Lemmon Survey      |
| 777658 | 2009 DC157               | 28 febbraio 2009  | Spacewatch               |
| 777659 | 2009 DV157               | 26 febbraio 2009  | Mount Lemmon Survey      |
| 777660 | 2009 DK158               | 27 febbraio 2009  | Spacewatch               |
| 777661 | 2009 DL158               | 20 febbraio 2009  | Spacewatch               |
| 777662 | 2009 DT158               | 22 febbraio 2009  | Spacewatch               |
| 777663 | 2009 DN159               | 27 febbraio 2009  | Spacewatch               |
| 777664 | 2009 DP159               | 20 febbraio 2009  | Mount Lemmon Survey      |
| 777665 | 2009 DD160               | 19 febbraio 2009  | Mount Lemmon Survey      |
| 777666 | 2009 DF160               | 19 febbraio 2009  | Spacewatch               |
| 777667 | 2009 DX160               | 23 febbraio 2009  | P. A. Wiegert            |
| 777668 | 2009 DN162               | 20 febbraio 2009  | Spacewatch               |
| 777669 | 2009 DN163               | 27 febbraio 2009  | Spacewatch               |
| 777670 | 2009 DX163               | 20 febbraio 2009  | Spacewatch               |
| 777671 | 2009 DF164               | 22 febbraio 2009  | Spacewatch               |
| 777672 | 2009 DL164               | 22 febbraio 2009  | Spacewatch               |
| 777673 | 2009 EV8                 | 2 marzo 2009      | Spacewatch               |
| 777674 | 2009 EJ22                | 2 marzo 2009      | Spacewatch               |
| 777675 | 2009 EZ24                | 3 marzo 2009      | Mount Lemmon Survey      |
| 777676 | 2009 EB27                | 15 marzo 2009     | Spacewatch               |
| 777677 | 2009 ER29                | 3 marzo 2009      | Mount Lemmon Survey      |
| 777678 | 2009 ER34                | 3 marzo 2009      | Mount Lemmon Survey      |
| 777679 | 2009 EY34                | 31 dicembre 2013  | Mount Lemmon Survey      |
| 777680 | 2009 EB35                | 16 febbraio 2013  | Mount Lemmon Survey      |
| 777681 | 2009 EM35                | 2 marzo 2009      | Spacewatch               |
| 777682 | 2009 EC36                | 14 settembre 2017 | Pan-STARRS               |
| 777683 | 2009 EP36                | 16 settembre 2012 | Mount Lemmon Survey      |
| 777684 | 2009 EB38                | 18 febbraio 2015  | Spacewatch               |
| 777685 | 2009 EH38                | 1 marzo 2009      | Spacewatch               |
| 777686 | 2009 EJ38                | 8 giugno 2016     | Pan-STARRS               |
| 777687 | 2009 EQ38                | 21 settembre 2011 | Mount Lemmon Survey      |
| 777688 | 2009 EZ38                | 2 marzo 2009      | Mount Lemmon Survey      |
| 777689 | 2009 EU39                | 3 marzo 2009      | Mount Lemmon Survey      |
| 777690 | 2009 EY39                | 2 marzo 2009      | Mount Lemmon Survey      |
| 777691 | 2009 EM40                | 1 marzo 2009      | Spacewatch               |
| 777692 | 2009 EO40                | 3 marzo 2009      | Mount Lemmon Survey      |
| 777693 | 2009 EG43                | 2 marzo 2009      | Spacewatch               |
| 777694 | 2009 EJ43                | 20 febbraio 2009  | Spacewatch               |
| 777695 | 2009 EK43                | 3 marzo 2009      | Spacewatch               |
| 777696 | 2009 EP43                | 2 marzo 2009      | Spacewatch               |
| 777697 | 2009 EW43                | 4 maggio 2014     | Mount Lemmon Survey      |
| 777698 | 2009 EY43                | 3 marzo 2009      | Spacewatch               |
| 777699 | 2009 FB10                | 17 marzo 2009     | Spacewatch               |
| 777700 | 2009 FB14                | 2 marzo 2009      | Mount Lemmon Survey      |

## 777701–777800
| Nome   | Designazione provvisoria | Data di scoperta  | Scopritore          |
| ------ | ------------------------ | ----------------- | ------------------- |
| 777701 | 2009 FD19                | 20 marzo 2009     | J. Lacruz           |
| 777702 | 2009 FD27                | 11 marzo 2005     | Mount Lemmon Survey |
| 777703 | 2009 FL30                | 21 marzo 2009     | Zadko Obs.          |
| 777704 | 2009 FZ33                | 17 gennaio 2009   | Spacewatch          |
| 777705 | 2009 FN37                | 24 marzo 2009     | Mount Lemmon Survey |
| 777706 | 2009 FF49                | 27 marzo 2009     | Mount Lemmon Survey |
| 777707 | 2009 FU50                | 9 agosto 2005     | DES                 |
| 777708 | 2009 FL51                | 3 marzo 2009      | Spacewatch          |
| 777709 | 2009 FD56                | 26 febbraio 2009  | CSS                 |
| 777710 | 2009 FY70                | 26 marzo 2009     | Spacewatch          |
| 777711 | 2009 FP78                | 22 marzo 2009     | CSS                 |
| 777712 | 2009 FF82                | 6 novembre 2013   | Pan-STARRS          |
| 777713 | 2009 FP83                | 20 ottobre 2011   | Mount Lemmon Survey |
| 777714 | 2009 FG85                | 26 febbraio 2009  | Spacewatch          |
| 777715 | 2009 FD86                | 22 marzo 2009     | Mount Lemmon Survey |
| 777716 | 2009 FS86                | 7 gennaio 2014    | Mount Lemmon Survey |
| 777717 | 2009 FM87                | 28 febbraio 2014  | Mount Lemmon Survey |
| 777718 | 2009 FQ88                | 19 settembre 2017 | Pan-STARRS          |
| 777719 | 2009 FA89                | 14 ottobre 2017   | Mount Lemmon Survey |
| 777720 | 2009 FN89                | 27 marzo 2009     | Mount Lemmon Survey |
| 777721 | 2009 FQ89                | 22 marzo 2009     | Mount Lemmon Survey |
| 777722 | 2009 FR89                | 23 settembre 2015 | Pan-STARRS          |
| 777723 | 2009 FS89                | 16 settembre 2012 | Spacewatch          |
| 777724 | 2009 FO90                | 29 marzo 2009     | Spacewatch          |
| 777725 | 2009 FP90                | 19 marzo 2009     | Mount Lemmon Survey |
| 777726 | 2009 FU90                | 21 marzo 2009     | Mount Lemmon Survey |
| 777727 | 2009 FF91                | 21 marzo 2009     | Mount Lemmon Survey |
| 777728 | 2009 FQ91                | 26 marzo 2009     | Mount Lemmon Survey |
| 777729 | 2009 FP92                | 31 marzo 2009     | Spacewatch          |
| 777730 | 2009 FP93                | 16 marzo 2009     | Spacewatch          |
| 777731 | 2009 FR93                | 31 marzo 2009     | Mount Lemmon Survey |
| 777732 | 2009 FS93                | 21 marzo 2009     | Mount Lemmon Survey |
| 777733 | 2009 FH94                | 31 marzo 2009     | Spacewatch          |
| 777734 | 2009 FU94                | 22 marzo 2009     | Mount Lemmon Survey |
| 777735 | 2009 FH95                | 29 marzo 2009     | Spacewatch          |
| 777736 | 2009 FM95                | 23 marzo 2009     | P. A. Wiegert       |
| 777737 | 2009 FO96                | 21 marzo 2009     | Mount Lemmon Survey |
| 777738 | 2009 FK97                | 21 marzo 2009     | Mount Lemmon Survey |
| 777739 | 2009 FR97                | 22 marzo 2009     | Mount Lemmon Survey |
| 777740 | 2009 GY8                 | 2 aprile 2009     | Mount Lemmon Survey |
| 777741 | 2009 GE9                 | 2 aprile 2009     | Mount Lemmon Survey |
| 777742 | 2009 HO6                 | 20 febbraio 2009  | Mount Lemmon Survey |
| 777743 | 2009 HP15                | 18 aprile 2009    | Spacewatch          |
| 777744 | 2009 HN17                | 18 aprile 2009    | Spacewatch          |
| 777745 | 2009 HJ19                | 19 aprile 2009    | Mount Lemmon Survey |
| 777746 | 2009 HX20                | 20 aprile 2009    | Spacewatch          |
| 777747 | 2009 HB24                | 17 aprile 2009    | Spacewatch          |
| 777748 | 2009 HB27                | 18 aprile 2009    | Spacewatch          |
| 777749 | 2009 HP28                | 26 marzo 2009     | Spacewatch          |
| 777750 | 2009 HZ28                | 26 marzo 2009     | Mount Lemmon Survey |
| 777751 | 2009 HX32                | 19 aprile 2009    | Spacewatch          |
| 777752 | 2009 HY32                | 19 aprile 2009    | Spacewatch          |
| 777753 | 2009 HH38                | 21 marzo 2009     | Spacewatch          |
| 777754 | 2009 HE39                | 18 aprile 2009    | Spacewatch          |
| 777755 | 2009 HV47                | 19 aprile 2009    | Spacewatch          |
| 777756 | 2009 HH55                | 21 aprile 2009    | Mount Lemmon Survey |
| 777757 | 2009 HT71                | 20 aprile 2009    | Spacewatch          |
| 777758 | 2009 HM76                | 29 ottobre 2006   | Spacewatch          |
| 777759 | 2009 HR82                | 10 febbraio 2005  | A. Boattini         |
| 777760 | 2009 HD85                | 17 aprile 2009    | CSS                 |
| 777761 | 2009 HN87                | 18 marzo 2009     | Spacewatch          |
| 777762 | 2009 HK89                | 26 aprile 2009    | Alianza S4 Obs.     |
| 777763 | 2009 HZ91                | 29 aprile 2009    | Spacewatch          |
| 777764 | 2009 HS94                | 28 aprile 2009    | Alianza S4 Obs.     |
| 777765 | 2009 HO98                | 22 aprile 2009    | Spacewatch          |
| 777766 | 2009 HZ102               | 17 aprile 2009    | Spacewatch          |
| 777767 | 2009 HS104               | 30 aprile 2009    | Mount Lemmon Survey |
| 777768 | 2009 HQ109               | 28 marzo 2015     | Pan-STARRS          |
| 777769 | 2009 HW109               | 11 luglio 2016    | Pan-STARRS          |
| 777770 | 2009 HX109               | 26 febbraio 2014  | Mount Lemmon Survey |
| 777771 | 2009 HL110               | 25 settembre 2011 | Pan-STARRS          |
| 777772 | 2009 HN112               | 14 ottobre 2012   | Spacewatch          |
| 777773 | 2009 HZ112               | 17 marzo 2013     | Spacewatch          |
| 777774 | 2009 HG113               | 20 aprile 2009    | Spacewatch          |
| 777775 | 2009 HO113               | 2 luglio 2014     | Pan-STARRS          |
| 777776 | 2009 HG114               | 23 maggio 2015    | Mount Lemmon Survey |
| 777777 | 2009 HB115               | 22 novembre 2015  | Mount Lemmon Survey |
| 777778 | 2009 HL115               | 30 marzo 2015     | Pan-STARRS          |
| 777779 | 2009 HE117               | 18 marzo 2017     | Pan-STARRS          |
| 777780 | 2009 HF117               | 18 ottobre 2017   | Pan-STARRS          |
| 777781 | 2009 HM118               | 23 aprile 2009    | Spacewatch          |
| 777782 | 2009 HR118               | 23 aprile 2009    | Mount Lemmon Survey |
| 777783 | 2009 HP120               | 11 settembre 2015 | Pan-STARRS          |
| 777784 | 2009 HY121               | 22 aprile 2009    | Mount Lemmon Survey |
| 777785 | 2009 HB122               | 22 aprile 2009    | Mount Lemmon Survey |
| 777786 | 2009 HG122               | 27 aprile 2009    | Mount Lemmon Survey |
| 777787 | 2009 HA125               | 24 aprile 2009    | Mount Lemmon Survey |
| 777788 | 2009 HP125               | 19 aprile 2009    | Mount Lemmon Survey |
| 777789 | 2009 HU125               | 29 aprile 2009    | Spacewatch          |
| 777790 | 2009 HF126               | 18 aprile 2009    | Spacewatch          |
| 777791 | 2009 HJ126               | 18 marzo 2018     | Pan-STARRS          |
| 777792 | 2009 HT126               | 18 aprile 2009    | Spacewatch          |
| 777793 | 2009 HK128               | 30 aprile 2009    | Spacewatch          |
| 777794 | 2009 JB6                 | 13 maggio 2009    | Spacewatch          |
| 777795 | 2009 JH10                | 14 maggio 2009    | Spacewatch          |
| 777796 | 2009 JK11                | 15 maggio 2009    | Spacewatch          |
| 777797 | 2009 JG15                | 2 maggio 2009     | Alianza S4 Obs.     |
| 777798 | 2009 JY19                | 21 maggio 2015    | Pan-STARRS          |
| 777799 | 2009 JG20                | 4 maggio 2009     | Mount Lemmon Survey |
| 777800 | 2009 JP21                | 26 febbraio 2014  | Pan-STARRS          |

## 777801–777900
| Nome   | Designazione provvisoria | Data di scoperta  | Scopritore                          |
| ------ | ------------------------ | ----------------- | ----------------------------------- |
| 777801 | 2009 JF22                | 1 maggio 2009     | Spacewatch                          |
| 777802 | 2009 JR22                | 1 maggio 2009     | Spacewatch                          |
| 777803 | 2009 JX22                | 4 maggio 2009     | Spacewatch                          |
| 777804 | 2009 JM23                | 4 maggio 2009     | Spacewatch                          |
| 777805 | 2009 JT23                | 14 maggio 2009    | P. A. Wiegert                       |
| 777806 | 2009 KK13                | 29 aprile 2009    | Spacewatch                          |
| 777807 | 2009 KO14                | 26 maggio 2009    | Spacewatch                          |
| 777808 | 2009 KH24                | 1 maggio 2009     | Mount Lemmon Survey                 |
| 777809 | 2009 KL28                | 16 maggio 2009    | Mount Lemmon Survey                 |
| 777810 | 2009 KH29                | 28 maggio 2009    | Mount Lemmon Survey                 |
| 777811 | 2009 KW39                | 18 gennaio 2016   | Mount Lemmon Survey                 |
| 777812 | 2009 KY39                | 19 settembre 2014 | Pan-STARRS                          |
| 777813 | 2009 KX40                | 26 ottobre 2011   | Pan-STARRS                          |
| 777814 | 2009 KA41                | 8 ottobre 2015    | Pan-STARRS                          |
| 777815 | 2009 KE42                | 4 giugno 2014     | Pan-STARRS                          |
| 777816 | 2009 KQ42                | 16 maggio 2009    | Spacewatch                          |
| 777817 | 2009 KB43                | 30 maggio 2009    | Mount Lemmon Survey                 |
| 777818 | 2009 KG44                | 18 maggio 2009    | Mount Lemmon Survey                 |
| 777819 | 2009 KW44                | 16 maggio 2009    | Spacewatch                          |
| 777820 | 2009 KF45                | 14 settembre 2023 | Pan-STARRS                          |
| 777821 | 2009 LG                  | 1 giugno 2009     | W. Bickel                           |
| 777822 | 2009 LH8                 | 15 giugno 2009    | Mount Lemmon Survey                 |
| 777823 | 2009 MU3                 | 19 giugno 2009    | Spacewatch                          |
| 777824 | 2009 ML8                 | 31 maggio 1997    | Spacewatch                          |
| 777825 | 2009 MQ10                | 24 giugno 2009    | Mount Lemmon Survey                 |
| 777826 | 2009 OQ19                | 28 luglio 2009    | Spacewatch                          |
| 777827 | 2009 OF23                | 29 luglio 2009    | CSS                                 |
| 777828 | 2009 OV26                | 27 luglio 2009    | Spacewatch                          |
| 777829 | 2009 OV28                | 28 luglio 2009    | Spacewatch                          |
| 777830 | 2009 OH30                | 28 luglio 2009    | Spacewatch                          |
| 777831 | 2009 OK30                | 28 luglio 2009    | Spacewatch                          |
| 777832 | 2009 PL3                 | 12 agosto 2009    | Osservatorio astronomico di Maiorca |
| 777833 | 2009 PB6                 | 10 agosto 2009    | Spacewatch                          |
| 777834 | 2009 PB15                | 27 luglio 2009    | CSS                                 |
| 777835 | 2009 PF17                | 15 agosto 2009    | CSS                                 |
| 777836 | 2009 PL24                | 15 agosto 2009    | Spacewatch                          |
| 777837 | 2009 QH                  | 16 agosto 2009    | Spacewatch                          |
| 777838 | 2009 QA9                 | 19 agosto 2009    | R. Matson                           |
| 777839 | 2009 QH15                | 16 agosto 2009    | Spacewatch                          |
| 777840 | 2009 QE18                | 17 agosto 2009    | Spacewatch                          |
| 777841 | 2009 QJ29                | 22 agosto 2009    | W. Bickel                           |
| 777842 | 2009 QB30                | 20 agosto 2009    | N. Teamo                            |
| 777843 | 2009 QG49                | 28 agosto 2009    | Spacewatch                          |
| 777844 | 2009 QS53                | 17 agosto 2009    | CSS                                 |
| 777845 | 2009 QN60                | 17 agosto 2009    | CSS                                 |
| 777846 | 2009 QJ68                | 16 agosto 2009    | Spacewatch                          |
| 777847 | 2009 QN69                | 16 agosto 2009    | Spacewatch                          |
| 777848 | 2009 QA70                | 18 agosto 2009    | Spacewatch                          |
| 777849 | 2009 QF71                | 20 agosto 2009    | Spacewatch                          |
| 777850 | 2009 QS71                | 27 agosto 2009    | Spacewatch                          |
| 777851 | 2009 QZ71                | 27 agosto 2009    | Spacewatch                          |
| 777852 | 2009 QB78                | 28 agosto 2009    | Spacewatch                          |
| 777853 | 2009 QM78                | 27 agosto 2009    | Spacewatch                          |
| 777854 | 2009 QR78                | 19 agosto 2009    | Osservatorio astronomico di Maiorca |
| 777855 | 2009 QE79                | 28 agosto 2009    | Spacewatch                          |
| 777856 | 2009 QW79                | 27 agosto 2009    | Spacewatch                          |
| 777857 | 2009 QX79                | 17 agosto 2009    | SSS                                 |
| 777858 | 2009 QC82                | 28 agosto 2009    | Spacewatch                          |
| 777859 | 2009 QR83                | 29 agosto 2009    | Spacewatch                          |
| 777860 | 2009 RH4                 | 10 settembre 2009 | N. Hashimoto, K. Nishiyama          |
| 777861 | 2009 RT4                 | 12 settembre 2009 | ESA OGS                             |
| 777862 | 2009 RR5                 | 15 agosto 2009    | Spacewatch                          |
| 777863 | 2009 RO15                | 12 settembre 2009 | Spacewatch                          |
| 777864 | 2009 RU20                | 14 settembre 2009 | Spacewatch                          |
| 777865 | 2009 RE25                | 15 settembre 2009 | Mount Lemmon Survey                 |
| 777866 | 2009 RJ25                | 29 luglio 2009    | Spacewatch                          |
| 777867 | 2009 RY27                | 12 settembre 1996 | Spacewatch                          |
| 777868 | 2009 RX29                | 14 settembre 2009 | Spacewatch                          |
| 777869 | 2009 RF34                | 14 settembre 2009 | Spacewatch                          |
| 777870 | 2009 RS37                | 15 settembre 2009 | Spacewatch                          |
| 777871 | 2009 RW45                | 15 settembre 2009 | Spacewatch                          |
| 777872 | 2009 RM47                | 15 settembre 2009 | Spacewatch                          |
| 777873 | 2009 RG71                | 15 settembre 2009 | Spacewatch                          |
| 777874 | 2009 RY77                | 15 settembre 2009 | Spacewatch                          |
| 777875 | 2009 RA79                | 5 marzo 2013      | Pan-STARRS                          |
| 777876 | 2009 RK82                | 14 settembre 2009 | Spacewatch                          |
| 777877 | 2009 RW83                | 14 settembre 2009 | Spacewatch                          |
| 777878 | 2009 SF4                 | 16 settembre 2009 | Mount Lemmon Survey                 |
| 777879 | 2009 ST5                 | 16 settembre 2009 | Mount Lemmon Survey                 |
| 777880 | 2009 SB6                 | 16 settembre 2009 | Mount Lemmon Survey                 |
| 777881 | 2009 SD8                 | 18 agosto 2009    | Spacewatch                          |
| 777882 | 2009 SQ8                 | 16 settembre 2009 | Mount Lemmon Survey                 |
| 777883 | 2009 ST9                 | 16 settembre 2009 | Mount Lemmon Survey                 |
| 777884 | 2009 SZ9                 | 16 settembre 2009 | Mount Lemmon Survey                 |
| 777885 | 2009 SN11                | 16 settembre 2009 | Mount Lemmon Survey                 |
| 777886 | 2009 SY22                | 31 agosto 2005    | Spacewatch                          |
| 777887 | 2009 SJ25                | 16 settembre 2009 | Spacewatch                          |
| 777888 | 2009 SV28                | 16 settembre 2009 | Spacewatch                          |
| 777889 | 2009 SL30                | 16 settembre 2009 | Spacewatch                          |
| 777890 | 2009 SA45                | 16 settembre 2009 | Spacewatch                          |
| 777891 | 2009 SV52                | 16 agosto 2009    | Spacewatch                          |
| 777892 | 2009 SU58                | 17 settembre 2009 | Spacewatch                          |
| 777893 | 2009 SA60                | 17 settembre 2009 | Spacewatch                          |
| 777894 | 2009 SW61                | 17 settembre 2009 | Mount Lemmon Survey                 |
| 777895 | 2009 SO62                | 28 ottobre 2005   | Mount Lemmon Survey                 |
| 777896 | 2009 SO63                | 17 settembre 2009 | Mount Lemmon Survey                 |
| 777897 | 2009 SL65                | 13 marzo 2008     | Spacewatch                          |
| 777898 | 2009 SZ66                | 17 settembre 2009 | Spacewatch                          |
| 777899 | 2009 ST70                | 2 dicembre 2005   | Spacewatch                          |
| 777900 | 2009 SZ75                | 17 settembre 2009 | Spacewatch                          |

## 777901–778000
| Nome   | Designazione provvisoria | Data di scoperta  | Scopritore                  |
| ------ | ------------------------ | ----------------- | --------------------------- |
| 777901 | 2009 SL87                | 18 settembre 2009 | Mount Lemmon Survey         |
| 777902 | 2009 SJ97                | 28 agosto 2009    | Spacewatch                  |
| 777903 | 2009 SM97                | 16 agosto 2009    | Spacewatch                  |
| 777904 | 2009 SX108               | 3 aprile 2008     | Mount Lemmon Survey         |
| 777905 | 2009 SX111               | 18 settembre 2009 | Spacewatch                  |
| 777906 | 2009 ST116               | 18 settembre 2009 | Spacewatch                  |
| 777907 | 2009 SS126               | 18 settembre 2009 | Spacewatch                  |
| 777908 | 2009 SX132               | 18 settembre 2009 | Spacewatch                  |
| 777909 | 2009 SP134               | 14 aprile 2012    | Pan-STARRS                  |
| 777910 | 2009 SJ144               | 19 settembre 2009 | Mount Lemmon Survey         |
| 777911 | 2009 SS144               | 19 settembre 2009 | Mount Lemmon Survey         |
| 777912 | 2009 SJ155               | 20 settembre 2009 | Mount Lemmon Survey         |
| 777913 | 2009 SH170               | 24 settembre 2009 | Y. Ivaščenko, P. Kyrylenko  |
| 777914 | 2009 SL179               | 20 settembre 2009 | Mount Lemmon Survey         |
| 777915 | 2009 SE182               | 21 settembre 2009 | Mount Lemmon Survey         |
| 777916 | 2009 SH183               | 21 settembre 2009 | Spacewatch                  |
| 777917 | 2009 ST186               | 21 settembre 2009 | Spacewatch                  |
| 777918 | 2009 SJ189               | 18 settembre 2009 | Spacewatch                  |
| 777919 | 2009 SY190               | 22 settembre 2009 | Spacewatch                  |
| 777920 | 2009 SS194               | 22 settembre 2009 | Spacewatch                  |
| 777921 | 2009 SM196               | 22 settembre 2009 | Mount Lemmon Survey         |
| 777922 | 2009 SO201               | 22 settembre 2009 | Spacewatch                  |
| 777923 | 2009 SS203               | 22 settembre 2009 | Spacewatch                  |
| 777924 | 2009 SH208               | 23 settembre 2009 | Spacewatch                  |
| 777925 | 2009 SU208               | 27 agosto 2009    | Spacewatch                  |
| 777926 | 2009 SS214               | 19 settembre 2009 | Spacewatch                  |
| 777927 | 2009 SU217               | 17 settembre 2009 | Mount Lemmon Survey         |
| 777928 | 2009 SR220               | 29 agosto 2009    | Spacewatch                  |
| 777929 | 2009 SG221               | 25 settembre 2009 | Mount Lemmon Survey         |
| 777930 | 2009 SB223               | 25 settembre 2009 | Mount Lemmon Survey         |
| 777931 | 2009 SV226               | 18 agosto 2009    | Spacewatch                  |
| 777932 | 2009 SD236               | 16 settembre 2009 | CSS                         |
| 777933 | 2009 SK248               | 24 settembre 2009 | Mount Lemmon Survey         |
| 777934 | 2009 SR248               | 23 gennaio 2006   | Spacewatch                  |
| 777935 | 2009 SH252               | 21 settembre 2009 | Spacewatch                  |
| 777936 | 2009 SJ252               | 21 settembre 2009 | Spacewatch                  |
| 777937 | 2009 SR254               | 21 settembre 2009 | Spacewatch                  |
| 777938 | 2009 SF260               | 22 settembre 2009 | Mount Lemmon Survey         |
| 777939 | 2009 SP262               | 15 settembre 2009 | Spacewatch                  |
| 777940 | 2009 SV280               | 17 settembre 2009 | Spacewatch                  |
| 777941 | 2009 SR284               | 25 settembre 2009 | Mount Lemmon Survey         |
| 777942 | 2009 SB293               | 26 settembre 2009 | Spacewatch                  |
| 777943 | 2009 SF293               | 26 settembre 2009 | Mount Lemmon Survey         |
| 777944 | 2009 SV294               | 17 settembre 2009 | Mount Lemmon Survey         |
| 777945 | 2009 SG305               | 17 settembre 2009 | Mount Lemmon Survey         |
| 777946 | 2009 SZ308               | 28 agosto 2009    | Spacewatch                  |
| 777947 | 2009 SD309               | 18 settembre 2009 | Mount Lemmon Survey         |
| 777948 | 2009 SK311               | 27 agosto 2009    | Spacewatch                  |
| 777949 | 2009 SM311               | 21 novembre 2005  | Spacewatch                  |
| 777950 | 2009 SO321               | 21 settembre 2009 | Spacewatch                  |
| 777951 | 2009 SH323               | 23 settembre 2009 | Mount Lemmon Survey         |
| 777952 | 2009 SB324               | 24 settembre 2009 | Mount Lemmon Survey         |
| 777953 | 2009 SC328               | 26 settembre 2009 | Spacewatch                  |
| 777954 | 2009 SE332               | 14 settembre 2009 | CSS                         |
| 777955 | 2009 SW335               | 22 settembre 2009 | Spacewatch                  |
| 777956 | 2009 SX338               | 26 settembre 2009 | Spacewatch                  |
| 777957 | 2009 SS346               | 23 settembre 2009 | Spacewatch                  |
| 777958 | 2009 SZ356               | 20 settembre 2009 | Mount Lemmon Survey         |
| 777959 | 2009 SN357               | 22 settembre 2009 | Mount Lemmon Survey         |
| 777960 | 2009 SN371               | 21 settembre 2009 | Spacewatch                  |
| 777961 | 2009 SY371               | 27 settembre 2009 | Spacewatch                  |
| 777962 | 2009 SO373               | 27 settembre 2009 | Spacewatch                  |
| 777963 | 2009 SV374               | 24 settembre 2013 | Mount Lemmon Survey         |
| 777964 | 2009 SR376               | 8 ottobre 2015    | Pan-STARRS                  |
| 777965 | 2009 SC377               | 18 settembre 2009 | Spacewatch                  |
| 777966 | 2009 SZ377               | 14 agosto 2013    | Pan-STARRS                  |
| 777967 | 2009 SB378               | 27 settembre 2009 | Mount Lemmon Survey         |
| 777968 | 2009 SC378               | 14 gennaio 2011   | Mount Lemmon Survey         |
| 777969 | 2009 SE379               | 26 settembre 2009 | Spacewatch                  |
| 777970 | 2009 ST379               | 29 settembre 2009 | Mount Lemmon Survey         |
| 777971 | 2009 SV379               | 20 settembre 2014 | Pan-STARRS                  |
| 777972 | 2009 SB380               | 17 settembre 2009 | Spacewatch                  |
| 777973 | 2009 SH383               | 18 gennaio 2016   | Pan-STARRS                  |
| 777974 | 2009 SF384               | 29 agosto 2009    | Spacewatch                  |
| 777975 | 2009 ST384               | 2 settembre 2014  | Pan-STARRS                  |
| 777976 | 2009 SQ385               | 1 ottobre 2014    | Mount Lemmon Survey         |
| 777977 | 2009 SH386               | 17 novembre 2014  | Pan-STARRS                  |
| 777978 | 2009 SB387               | 19 settembre 2009 | Mount Lemmon Survey         |
| 777979 | 2009 SD387               | 17 settembre 2009 | Mount Lemmon Survey         |
| 777980 | 2009 SG387               | 23 settembre 2009 | T. V. Kryachko, B. Satovski |
| 777981 | 2009 SL388               | 18 settembre 2009 | CSS                         |
| 777982 | 2009 SN390               | 12 gennaio 2011   | Spacewatch                  |
| 777983 | 2009 SQ390               | 24 settembre 2014 | Mount Lemmon Survey         |
| 777984 | 2009 SW392               | 1 aprile 2016     | Pan-STARRS                  |
| 777985 | 2009 SD393               | 16 settembre 2009 | Spacewatch                  |
| 777986 | 2009 SK394               | 20 settembre 2009 | Spacewatch                  |
| 777987 | 2009 SO394               | 30 settembre 2009 | Mount Lemmon Survey         |
| 777988 | 2009 SA395               | 7 febbraio 2016   | Mount Lemmon Survey         |
| 777989 | 2009 SH395               | 16 settembre 2009 | Spacewatch                  |
| 777990 | 2009 SL395               | 20 marzo 2017     | Pan-STARRS                  |
| 777991 | 2009 SM395               | 28 agosto 2014    | Pan-STARRS                  |
| 777992 | 2009 SQ395               | 5 dicembre 2016   | Mount Lemmon Survey         |
| 777993 | 2009 ST395               | 22 febbraio 2017  | Mount Lemmon Survey         |
| 777994 | 2009 SR397               | 29 settembre 2009 | Mount Lemmon Survey         |
| 777995 | 2009 SQ398               | 28 settembre 2009 | Mount Lemmon Survey         |
| 777996 | 2009 SZ398               | 25 settembre 2009 | Spacewatch                  |
| 777997 | 2009 SD402               | 21 settembre 2009 | Mount Lemmon Survey         |
| 777998 | 2009 SE402               | 25 settembre 2009 | Mount Lemmon Survey         |
| 777999 | 2009 SJ402               | 27 settembre 2009 | Mount Lemmon Survey         |
| 778000 | 2009 SS402               | 21 settembre 2009 | Mount Lemmon Survey         |